# پارک ملی یاکوشیما
پارک ملی یاکوشیما (به لاتین: Yakushima National Park) یک پارک ملی و منطقهٔ مسکونی در ژاپن است که در استان کاگوشیما واقع شده‌است.